# Ormanov Potok
Ormanov Potok är en ort i Bosnien och Hercegovina.   Den ligger i entiteten Federationen Bosnien och Hercegovina, i den centrala delen av landet, 40 km väster om huvudstaden Sarajevo. Ormanov Potok ligger 569 meter över havet och antalet invånare är 170.
Terrängen runt Ormanov Potok är huvudsakligen kuperad, men åt sydväst är den bergig. Ormanov Potok ligger nere i en dal. Närmaste större samhälle är Fojnica, 3,4 km sydväst om Ormanov Potok.
Omgivningarna runt Ormanov Potok är en mosaik av jordbruksmark och naturlig växtlighet. Runt Ormanov Potok är det ganska tätbefolkat, med 93 invånare per kvadratkilometer.